# Benedetto Molli

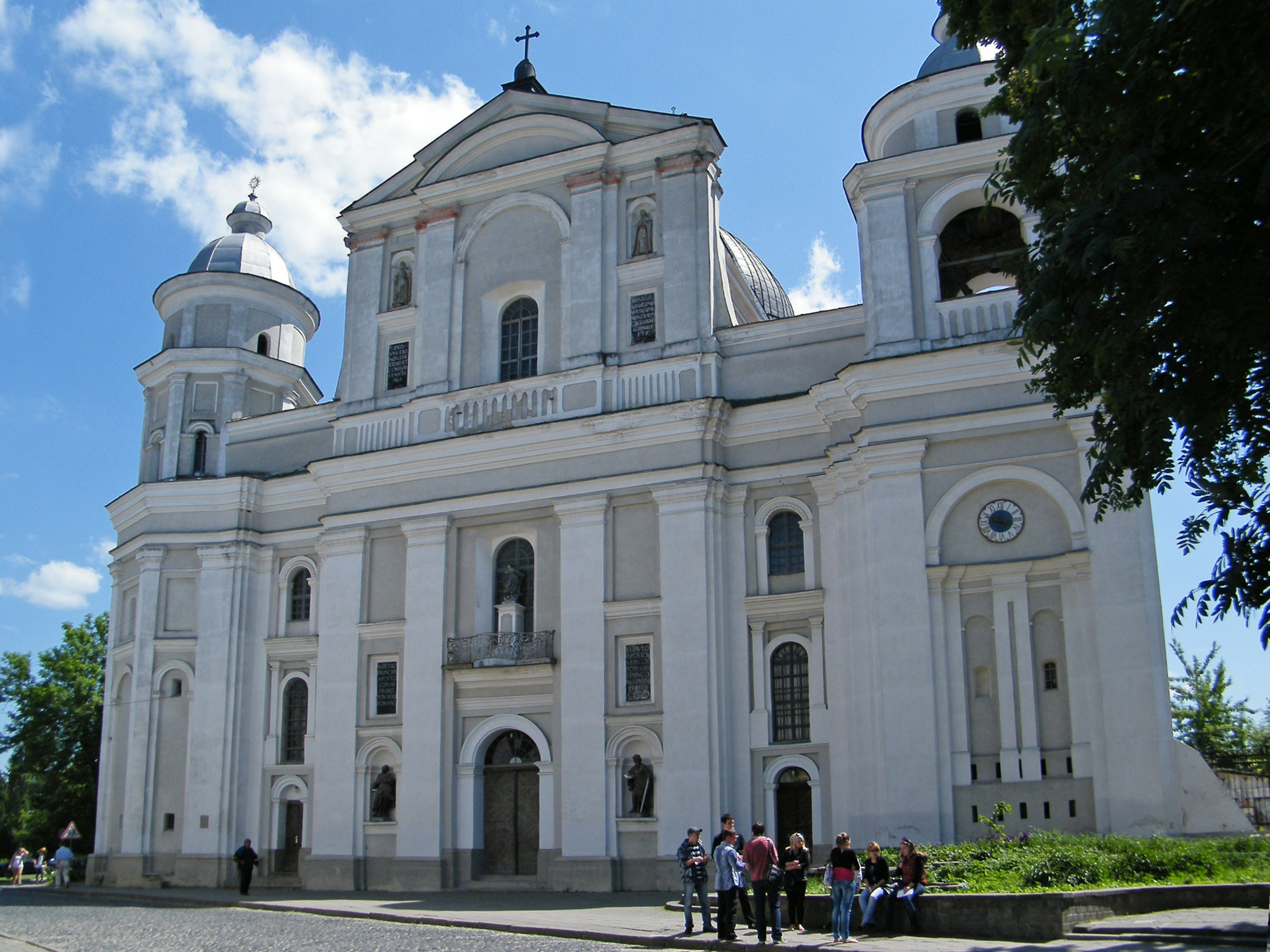
Chiesa si San Pietro e San Paolo a Luc'k

Benedetto Molli (Roma, 16 marzo 1597 – Roma, 1º ottobre 1657) è stato un architetto e gesuita italiano. Fu uno dei protagonisti nell'attività edificatoria della compagnia di Gesù nell'est europeo nella prima metà del XVII secolo.

## Biografia
Nel 1617 entrò nell'ordine gesuita e visse a Roma, dove probabilmente avvenne la sua formazione, e Perugia. Il suo primo incarico fu nel 1627, per lavori alla sede dell'ordine a Panicale, presso Perugia. Tra il 1631 e il 1633 diresse la costruzione del Pontificio Collegio Germanico-Ungarico a Roma. Intorno al 1630 elaborò un progetto per il collegio gesuitico di Montepulciano, Nel 1634 fu inviato a Ostróg a dirigere i lavori della chiesa e del collegio dei gesuiti, sostituendo Giacomo Briano che era entrato in contrasto con la principessa Anna-Aloise Ostrozka finanziatrice dell'opera. Dopo il completamento della costruzione, chiese ai suoi superiori di consentirgli di tornare in patria, ma questi gli ordinarono di seguire lavori anche in altre città. Rimase in Ucraina fino allo scoppio di una rivolta nel 1648. Nel 1650 predispose un progetto per il Collegio di San Pietro a Cracovia.
Ritornato in Italia progettò il palazzo Doria Pamphilj a Valmontone, seguendone la prima fase costruttiva.

## Opere
- Chiesa dei gesuiti a Ostróg, demolita nel XIX secolo
- Chiesa di San Pietro e Paolo a Luc'k
- Palazzo Doria Pamphilj a Valmontone

| Controllo di autorità | VIAF (EN) 142983112 · CERL cnp00569835 · ULAN (EN) 500273030 · GND (DE) 122468244 · BNF (FR) cb16245175j (data) |